# Craig Bierko
Craig Bierko, né le 18 août 1964 à Rye Brook, dans l'État de New York, aux (États-Unis), est un acteur, chanteur et scénariste américain.
Il joua entre autres dans Au revoir à jamais, Las Vegas Parano et Scary Movie 4.

## Filmographie

### Télévision
- 1993 : Star
- 2000 : Ally McBeal
- 2000 : Sex and the City
- 2000 : Boston Justice - saison 3
- 2003 : New York, unité spéciale (Law & Order: Special Victims Unit) (saison 5, épisode 11) : Marshall-adjoint Andy Eckerson
- 2015-2018 : Unreal : Chet Wilton
- 2015 : The Mentalist
- 2016 : New York, unité spéciale (Law & Order: Special Victims Unit) (saison 17, épisode 16) : Bobby D'Amico
- 2021 : The Blacklist : The Chairman ("Le patron") - saison 9 épisode 12
- 2025 : Grey's Anatomy : Dr. Chase - saison 21 épisode 14

### Cinéma
- 1996 : Au revoir à jamais
- 1997 : L'Amour de ma vie
- 1998 : Las Vegas Parano
- 1999 : Passé virtuel
- 2003 : Dickie Roberts, ex enfant star
- 2005 : De l'ombre à la lumière
- 2006 : Scary Movie 4
- 2008 : Super Héros Movie dans le rôle de Wolverine
- 2012 : Les Trois Corniauds
- 2016 : Catfight de Onur Tukel :